# Conus violaceus
Conus violaceus é uma espécie de gastrópode do gênero Conus, pertencente a família Conidae.